# Jordania zonope
Jordania zonope ist eine Fischart aus der Gruppe der Groppenverwandten (Cottales). Sie kommt küstennah im nordöstlichen Pazifik von Baranof Island an der Küste des südöstlichen Alaska bis zum mittleren Kalifornien vor. 

## Merkmale
Jordania zonope hat eine schlanke, langgestreckte Gestalt und wird 15 cm lang. Der größte Teil des Körpers oberhalb der Seitenlinie ist beschuppt, die Schuppen darunter sind zu schrägen Schuppenbändern zusammengewachsen. Der obere Stachel des Vorkiemendeckels ist dünn und normalerweise nicht gebogen, die unteren sind stark, scharf und nach oben gebogen. Jordania zonope ist olivgrün gefärbt, mit sechs oder sieben dunklen Sattelflecken auf dem Rücken und auffälligen roten und dunklen Flecken an den Seiten. Unterhalb der Augen befinden sich drei senkrechte helle Bänder. Die Schwanzflosse ist abgerundet und leuchtend orange gefärbt. Die erste Rückenflosse ist wesentlich länger als die der meisten anderen Groppen. Auch die Afterflosse ist lang und beginnt, im Unterschied zu der der meisten anderen Groppen, schon unterhalb der ersten Rückenflosse. Wegen dieser Merkmale wird die Art im englischen „Longfin-Sculpin“ genannt.
Flossenformel: Dorsale XVII–XVIII/15–17, Anale 0/22–24, Ventrale 5(4).

## Lebensweise
Jordania zonope lebt in von der Gezeitenzone bis in Tiefen von 38 Metern in felsigen Arealen, Tang- und Tangwäldern. Die Fische hängen oft in senkrechter Haltung an den Felsen. Es sind sehr aktive Fische, die zur Fortpflanzungszeit Reviere bilden.